# Arco (lampada)
Arco è una lampada progettata dai designer italiani Pier Giacomo Castiglioni e Achille Castiglioni nel 1962 per l'azienda italiana, d'arredamento ed illuminazione, Flos. Si tratta di uno dei prodotti di disegno industriale più famosi e venduti e di un oggetto icona del design italiano; fa parte delle collezioni permanenti del Triennale Design Museum di Milano e del MoMA di New York. Si tratta inoltre del primo oggetto di disegno industriale a cui viene riconosciuto la tutela del diritto d'autore al pari di un'opera d'arte.

## Idea di progetto
Il concetto principale di questa lampada è la sua versatilità e praticità, nasce infatti dall'idea di avere un punto luce effettivamente "sospeso" sopra il luogo di interesse che può essere un tavolo o una scrivania o un libro, senza dover essere vincolati ad un sistema di illuminazione a sospensione, e quindi senza dover essere condizionati da un punto fisso. La lampada Arco infatti, grazie alla sua struttura che permette di sfruttare lo spazio sotto di sé, arriva direttamente con il punto luce sul luogo desiderato, proprio come fosse un lampadario, ma a differenza di quest'ultimo può essere trasportata; è dotata infatti di un foro passante a sezione circolare ricavato nella base in marmo, che permette, infilandoci semplicemente un bastone, come per esempio il manico di una scopa, di spostare facilmente la lampada da un'altra parte; era quindi pensata più per gli esercizi commerciali, come i ristoranti, anziché come elemento d'arredo domestico o d'ufficio.

## Descrizione

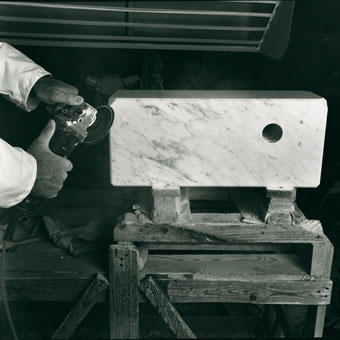
Il blocco di marmo di Carrara con il foro per poter trasportare la Arco semplicemente infilandoci il manico di una scopa.

Si tratta di una lampada a terra, a luce diretta, la cui base è costituita da un parallelepipedo di marmo bianco, di 65 kg circa, con spigoli e vertici smussati ad angolo (senza raccordo); dalla base si innalza una struttura in metallo, fissata al marmo tramite una guida scavata in esso e dei supporti a vite. Tale struttura, realizzata con tre profilati d'acciaio con sezione a U, dopo una prima parte diritta va a formare un arco vero e proprio, regolabile proprio facendo scorrere i diversi profilati su se stessi. Al termine dell' "arco" vi è l'alloggiamento del punto luce: una cupola formata da due pezzi: una calotta forata, che impedisce l'eccessivo riscaldamento del portalampada, e un anello in alluminio che serve a regolare la posizione della cupola in relazione alla regolazione dell'arco. Nei molti anni di produzione la lampada non ha ricevuto alcuna modifica estetica o costruttiva, eccettuata la diversa colorazione della calotta di alluminio, che nei primissimi esemplari virava verso il dorato, e il portalampada, bianco all'inizio e in seguito modificato per uniformare la lampada alle leggi di sicurezza. All'inizio della sua produzione era disponibile anche con la base in marmo nero, tale versione è ormai fuori commercio da molti anni, ma si può trovare in commercio come replica.

### Dimensioni
La distanza massima,  in proiezione orizzontale, del riflettore dalla base è di 2,2 m, l'altezza da terra è di 2,5 m; tuttavia la lampada, essendo regolabile permette di raggiungere diverse combinazioni.
| lunghezza totale | variabile (da 2150 a 2200 mm) |
| altezza totale   | variabile (2230 a 2500 mm)    |
| lunghezza base   | 240 mm                        |
| altezza base     | 550 mm                        |
| diametro cupola  | ø 320 mm                      |

## Altre informazioni

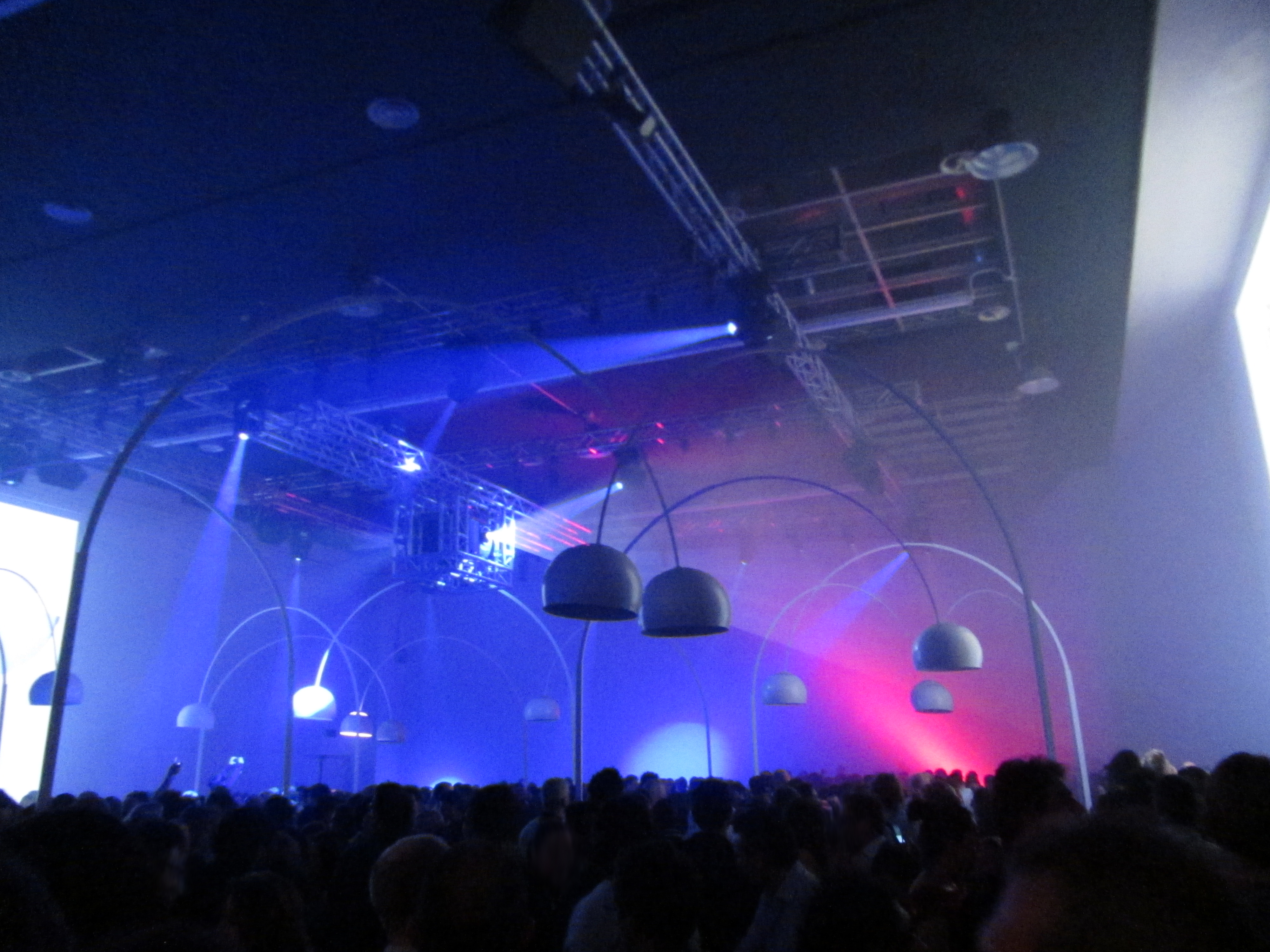
Installazione con gigantesche lampade "Arco" durante la festa dei 50 anni FLOS, Palazzo della Permanente, (Milano), durante il Fuori Salone 2012.

Si tratta di uno degli oggetti di disegno industriale e arredamento più imitati e spesso anche plagiati, il caso più famoso è quello che ha riguardato l'azione legale Flos-Semeraro, che ha portato addirittura a una modifica delle norme sui diritti d'autore. L'azienda produttrice è intervenuta molto per vie legali al fine di difendere i diritti d'autore di questa lampada, tuttavia ha potuto farlo solo nei casi di copia servile e di uso improprio della denominazione.

### Il caso Flos-Semeraro
La lampada Arco nel 2007 riceve, dal Tribunale di Milano, una tutela sul diritto d'autore identica a quella valente per le opere d'arte; si tratta di un avvenimento storico per il disegno industriale, poiché privo di precedenti, che ha portato alla modifica delle norme allora vigenti dello stato italiano Il riconoscimento nasce dall' azione legale (causa C-168/09) Flos-Semeraro che vedeva coinvolte l'accusante Flos e la parte accusata Semeraro che importava un modello identico della lampada italiana prodotto però in Cina e nominata "Fluida". La Flos ottiene quindi il sequestro della lampada Fluida e un'inibitoria di ogni ulteriore importazione o commercializzazione di tale lampada da parte della Semeraro. Bisogna sottolineare però che all'epoca dei fatti la lampada Arco era caduta in pubblico dominio, poiché non più protetta dalla legislazione nazionale, che nel frattempo era scaduta. La Semeraro, quindi, copiando liberamente il progetto della lampada, secondo l'art. 2, n. 10 della legge sui diritti d'autore, non sarebbe andata contro nessuna legge. A tal proposito però la legge è stata modificata attribuendo ai prodotti di disegno industriale la medesima tutela valida per le opere d'arte. In merito a questa vicenda, nel 2011 è intervenuta anche la Corte di giustizia dell'Unione europea definendo però incompatibili con il diritto comunitario le modifiche eseguite alle norme italiane sul diritto d'autore per le opere di design industriale.